# Catalogus plantarum cubensium
Catalogus plantarum cubensium (abreviado Cat. Pl. Cub.) es in libro ilustrado y con descripciones botánicas que fue escrito por el botánico, geobotánico, pteridólogo y fitogeógrafo alemán August Heinrich Rudolf Grisebach y publicado en el año 1866 con el nombre de Catalogus Plantarum Cubensium, exhibens collectionem Wrightianam aliasque minores ex insula Cuba missas, quas recensuit A. Grisebach. Lipsiae.